# Carlos Camacho Suárez
Carlos Oswaldo Camacho Suárez (Montero, 5 de febrero de 1986) es un exfutbolista boliviano. Se desempeñaba como defensa.

## Clubes
| Club                   | País    | Año         |
| ---------------------- | ------- | ----------- |
| Bolívar                | Bolivia | 2003 - 2008 |
| The Strongest          | Bolivia | 2008 - 2010 |
| Guabirá                | Bolivia | 2010 - 2012 |
| Universitario de Sucre | Bolivia | 2013 - 2015 |
| Guabirá                | Bolivia | 2016        |